# Santa María Sinoquila
Santa María Sinoquila är en ort i Mexiko.   Den ligger i kommunen Pedro Ascencio Alquisiras och delstaten Guerrero, i den södra delen av landet, 110 km sydväst om huvudstaden Mexico City. Santa María Sinoquila ligger 2 420 meter över havet och antalet invånare är 111.
Terrängen runt Santa María Sinoquila är huvudsakligen kuperad, men västerut är den bergig. Santa María Sinoquila ligger uppe på en höjd. Runt Santa María Sinoquila är det ganska tätbefolkat, med 58 invånare per kvadratkilometer. Närmaste större samhälle är Pilcaya, 19,9 km nordost om Santa María Sinoquila. I omgivningarna runt Santa María Sinoquila växer huvudsakligen savannskog.